# Dacnogenia
Dacnogenia is een geslacht van haften (Ephemeroptera) uit de familie Heptageniidae.

## Soorten
Het geslacht Dacnogenia omvat de volgende soorten:
- Dacnogenia coerulans